# Совхозный сельсовет (Оренбургская область)
Совхозный сельсовет — сельское поселение в Адамовском районе Оренбургской области Российской Федерации.
Административный центр — посёлок Совхозный.

## История
Статус и границы сельского поселения установлены Законом Оренбургской области от 2 сентября 2004 года № 1424/211-III-ОЗ «О наделении муниципальных образований Оренбургской области статусом муниципального района, городского округа, городского поселения, установлении и изменении границ муниципальных образований».

## Население
| 2010  | 2012  | 2013  | 2014  | 2015  | 2016  | 2017  |
| ----- | ----- | ----- | ----- | ----- | ----- | ----- |
| 1185  | ↘1153 | ↗1157 | ↘1102 | ↘1090 | ↘1067 | ↘1031 |
| 2018  | 2019  | 2020  | 2021  |       |       |       |
| ↘1000 | ↘965  | ↘925  | ↘918  |       |       |       |

## Состав сельского поселения
| № | Населённый пункт | Тип населённого пункта          | Население |
| - | ---------------- | ------------------------------- | --------- |
| 1 | Мещеряковский    | посёлок                         | 294       |
| 2 | Совхозный        | посёлок, административный центр | 891       |